# كربوكسي ميثيل السليولوز
ميثيل السليولوز الكربوكسيلي أو كَرْبُوكْسِي ميثيل سليولوز هو أحد مشتقات السليولوز ذو مجموعات كربوكسي ميثيل (-CH2-COOH) مرتبطة ببعض مجموعات الهيدروكسيل لمواحيد الغلكوبيرانوز المكونة لسلسلة السيلولوز. وتستخدم عادة بشكل أملاح الصوديوم، مثل صوديوم ميثيل السليولوز الكربوكسيلي.

## التحضير
يُصطنع بتفاعل قلوي محفز للسليولوز مع حمض كلور الخليك [الإنجليزية]. مجموعات الكربوكسيل القطبية تجعل السليولوز منحلاً وفعالة كيميائيًا.
تعتمد الخواص الوظيفية لـCMC على درجة الإبدال في بنية السليولوز (أي عدد مجموعات الهيدروكسيل المبدلة في تفاعل الإبدال)، وطول سلسلة السليولوز ودرجة تجمع مكون ميثيل الكربوكسيل.

## الاستخدامات
يستخدم CMC في الأغذية وله رقم إي E466 حيث يستخدم كمعدل في  اللزوجة أو مثخن، ومثبت للمستحلبات في المنتجات المختلفة مثل المثلجات. وهو مكون أيضًا لعديد من المنتجات غير الغذائية مثل معاجين الأسنان والملينات وحبوب الحميات الغذائية، والطلاء ذو الأساس المائي والمنظفات وتبويش النسيج وصناعة الورق. ويستخدم أساسًا بسبب لزوجته العالية، ولأنه غير سمي ولأنه يعد ضعيف التأريج [الإنجليزية]. بستخدم CMC بكثرة في المنتجات الغذائية الخالية من الغلوتين والمنتجات منخفضة الدسم.
ويستخدم في المنظفات كمكوثر يساعد في تشتيت الأوساخ ومنعها من إعادة توضعها على الأقمشة القطنية أو السليولوزية الأخرى وذلك بخلق حاجز سلبي الشحنة يمنع الأوساخ من التوضع على الألياف. ويستخدم CMC أيضًا كمزلق في الدموع الاصطناعية. يستخدم ميثيل السليولوز MC أحيانًا ولكن مجموعات الميثيل غير القطبية (-CH3) لا تضيف أي انحلالية أو تفاعلية كيميائية للسليولوز الأساسي.

## كربوكسي ميثيل سليولوز الصوديوم
هو ملح الصوديوم لمركب كربوكسي ميثيل السليولوز، له رقم الكاس 9004-32-4 وله الأسماء المرادفة Blanose : cekol : cellulose gum : Sodium CMC. له استخدمات صيدلانية.

### الاستخدام الصيدلاني
عامل ملبس، ممدد في المضغوطات والمحافظ، رابط في المضغوطات، عامل مثبت، عامل معلق، عامل رافع للزوجة.
تُستخدم هذه المادة على نحو واسع في الأشكال الصيدلانية الفموية والموضعية كعامل رافع للزوجة بشكل أساسي .
تُستخدم المحاليل المائية اللزجة التي تحوي هذه المادة في عملية تعليق المساحيق لأغراض تحضير الأشكال الموضعية والفموية والحقنية وتُستخدم هذه المادة كعامل رابط في المضغوطات وكعامل مفكك، وكعامل مثبت للمستحلبات.
تُستخدم التراكيز العالية بحدود 4-6% من هذه المحاليل وذات اللزوجة المتوسطة تُستخدم لتحضير الهلامات التي تُستخدم كأساس لتطبيقات أخرى، كما وتُستخدم هذه المحاليل في تحضير المعاجين pastes وعادة تحتوي هكذا هلامات على الغليسرين لمنع جفافها .
وهذه المادة تُعد من أهم المواد التي تُساعد على الالتصاق الذاتي للعظم self adhensive osteomy وللعناية بالجروح وفي الرقعات الجلدية حيث أنها تُستخدم لامتصاص المواد النازّة من الجرح والماء والعرق الراشحان عبر البشرة.
وتُستخدم هذه المادة في صناعة مستحضرات التجميل والمنتجات الغذائية.

### التأثير على صحة الجسم
تُعتبر عموماً مادة غير سامة و غير مخرشة . لكن استهلاك كميات كبيرة منها قد يكون له تأثيرٌ ملينٌ و علاجي . تُستخدم من هذه المادة حوالي 4-10 غ كجرعات مقسمة يومياً من النوع ذي اللزوجة المتوسطة أو العالية لذات الغرض .
و لقد اعتمدت منظمة الصحة العالمية مدخولاً يومياً مقبولاً من هذه المادة كمادة مضافة إلى الأغذية كما أكدت أن الكميات المستعملة من هذه المادة و الضرورية للحصول على الغرض المطلوب منها لا تكون ضارة للجسم . بيّنت الدراسات التي أجريت على الحيوانات أن إعطاء هذه المادة تحت الجلد يسبب حدوث التهاب موضعي في بعض الحالات و لدى تكرار الحقن وُجد حدوث ورم ليفي fibrosarcomas في مكان الحقن . و لقد شوهدت بعض التفاعلات التحسسية و تفاعلات الصدمة التأقية لدى الماشية و الخيول التي أعطيت مستحضرات حقنية حاوية على هذه المادة كبعض المواد المستخدمة في غايات التطعيم و في المحاليل البنسلينات .

## كربوكسي ميثيل سليولوزالكالسيوم
هو ملح الكالسيوم لمركب كربوكسي ميثيل السليولوز، رقم الكاس له 9050-04-8، وله استخدامات صيدلانية.

### الاستخدام الصيدلاني
عامل مثبت ، عامل معلق ، مفكك في المضغوطات و المحافظ ، عامل رافع للزوجة .
إن الاستخدام الأساسي لهذه المادة يتجسد في تحضير المضغوطات حيث يُستخدم كعامل رابط و كعامل ممدد و مفكك . و على الرغم من عدم انحلالية هذه المادة في الماء إلا أنه فعّال كمفكك في المضغوطات حيث أنه ينتج و يزداد حجمه كثيراً لدى تماسه مع الماء و تُستخدم تراكيز بحدود 15% وزن/وزن من هذه المادة في تحضير المضغوطات حيث آن التراكيز الأكبر من ذلك تقلل من قساوة المضغوطة .
كما و يُستخدم الكربوكسي ميثيل السليولوز الكالسيوم في تطبيقات أخرى مماثلة للكربوكسي ميثيل سليولوز الصوديوم كعامل معلق و كرافع للزوجة في الأشكال الفموية و الموضعية التطبيق .
تُستخدم هذه المادة في الأشكال الصيدلانية بشكل مشابه للكاربوكسي مثيل سيللوز الصوديوم و تُعتبر بشكل عام مادة غير سامة و غير مخرشة ، و لكن و كسائر مشتقات السللوز فإن استهلاك كميات كبيرة من منها قد يكون له فعل مليّن.